# Horst Fuchs

Unterschrift von einer Autogrammkarte

Horst Fuchs (* 24. April 1946 in Frankfurt am Main; † 11. Juli 2023 in Wien) wurde bekannt als Verkäufer und Moderator in österreichischen Teleshopping-Sendungen. Sein extrovertiertes Auftreten etablierte den personifizierten „Herr Teleshopping“ in den 2000ern auch als Popkultur-Phänomen im deutschen sowie osteuropäischen Raum bis hin zu einem eigenen Fanclub.

## Leben und Wirken
Eigentlich als Karosseriebauer ausgebildet, entdeckte Horst Fuchs Ende der 1960er Jahre sein Verkaufstalent auf Straßenmärkten im Raum Frankfurt. Anfang der 1970er Jahre begann seine Verkäuferkarriere mit Autopflegeprodukten. Später gründete er eigene Vertriebsunternehmen und bildete von da an selbst Propagandisten aus für Vorführungen in Kaufhäusern und auf Messen. Bis Mitte der 1980er Jahre brachten ihn seine Verkaufsshows auch ins westeuropäische Ausland. Mit einer Übersiedlung 1984 nach Österreich kam er in Kontakt mit seinem „Mentor“ Werner Schleinzer von der Firma WS und engagierte sich fortan verstärkt im osteuropäischen Raum; sein Hauptbetätigungsfeld wurde die damalige Tschechoslowakei. Nach dem Fall des Eisernen Vorhangs betreute er zunehmend die Ausbildung internationaler Verkäufer für den Direktvertrieb, der weiterhin vor allem auf Messen stattfand.
1993 begründete er zusammen mit Schleinzer und dem Werbefilmer Michel Kroell Carrere das deutschsprachige Teleshopping, was fortan sein Hauptbetätigungsfeld wurde. Von 2000 an war Horst Fuchs zusätzlich live auf dem deutschen Ableger des Fernsehsenders QVC zu sehen. 2001 ging WS mit indischen Fernsehverkaufsshows für HSN erstmals in den asiatischen Raum, Fuchs begleitete seitdem auch dort das Verkäufertraining. Als WS’ Creative Director übernahm er zudem Auswahl und Gestaltung der immer zahlreicheren Infomercials, für die er daraufhin den ehemaligen Talkshow-Gastgeber Ricky Harris zum Co-Moderator aufbaute – dieser dient als Zuschauersurrogat und Stichwortgeber gegenüber einem wortgewaltigen Produktexperten. Während im Deutschen Fuchs’ hessischer Akzent deutlich erkennbar bleibt, leiht ihm Schauspieler Zdeněk Junák seine tschechische Synchronstimme.
Horst Fuchs’ Fernsehpräsenz erreichte zum Teil 15 Stunden am Tag, was ihm zu hoher Popularität verhalf sogar weit vor internationalen Branchengrößen. Anteil daran hatte auch seine charakteristische Bühnen-Garderobe mit getönter Brille, großem Ohrring sowie vielen Ketten und Ringen. Dieser auffällige Goldschmuck sollte in deutscher Tradition den Erfolg eines Verkäufers demonstrieren, seine extravagante Kleidung erachtete Fuchs wiederum als notwendiges Requisit für Professionalität und Glaubwürdigkeit. Obwohl er sich offen als Schauspieler sah, prüfte er im Vorhinein alle Produkte eigenhändig und ausführlich. In Abgrenzung zu amerikanischen Marktschreier-Methoden führte er dann als Produktexperte genüsslich übertriebene Extremtests vor: So überrollte er Konkurrenzhobel mit einer Dampfwalze, entsaftete Backsteine oder steckte eine frisch polierte Motorhaube in Brand, immer im Hinblick auf eine „Sensation“ für den Zuschauer.
Ausgehend von Autopflege – diese Produktkategorie bewarb er auch für den WS Teleshop durchgängig – umfassten Fuchs’ Präsentationen später vor allem Haushalts- und Küchenwaren, unter anderem die Pressurette-Dampfbügelstation, die Doubletta-Wendepfanne sowie verschiedene Arten von Mixern und Entsaftern. Bereits seit den 1990er Jahren vertrieb Fuchs erfolgreich Alfred Börners patentierten Gemüsehobel in Lizenz als Original Deutschen V-Hobel, zuletzt zusammen mit Josef „Pepi“ Rössler. In den gemeinsamen Vorführungen überließ Fuchs die Rolle des Experten immer wieder Rössler – beide verband privat eine enge, jahrelange Freundschaft. Jenseits von Werbesendungen kultivierte Fuchs sein Image gleichfalls mit großer Selbstironie inklusive eigener Fanartikel. In der Folge übernahmen auch Parodien in Wort und Bild den „Mr. Mega-Pimp des Homeshoppings“ als prototypischen Teleshopping-Verkäufer.
2007 brach der Umsatz des WS Teleshops um 40 Prozent ein im Vergleich zum Vorjahr. Der massive Kundenrückgang wurde vor allem mit der starken Konkurrenz von Internethändlern wie Amazon oder eBay begründet. Am 9. Juli 2007 musste das Unternehmen schließlich ein Konkursverfahren beantragen unter Angabe einer Überschuldung von 4,5 Millionen Euro. Die Produktentwicklung und Filmproduktion wurde später unter dem Namen WS Invention fortgeführt, während die MediaShop GmbH als letzter Teleshopping-Vertrieb Österreichs verblieb. Unverändert behielt man dort die Infomercials mit Horst Fuchs – einem ihrer „markantesten Moderatoren“ – im Programm, denn die von ihm vermarkteten Produkte gehörten weiterhin zu den meistverkauften der Branche. Seine aktive Laufbahn vor der Kamera beendete Horst Fuchs in den 2010ern.

## Belege
1. ↑  Gedenkseite. In: Benu Bestattung & Vorsorge, Wien. Abgerufen am 22. November 2023.
2. 1 2  Pan Teleshopping Horst Fuchs. In: Mladá fronta Dnes. 11. Februar 2005, abgerufen am 2. August 2020 (tschechisch).
3. ↑  Todor Ovtcharov: Teleshoppingsuperstar. In: FM4. 10. Februar 2016, abgerufen am 18. Januar 2022.
4. 1 2  Interview mit Horst Fuchs. In: Maxim. 18. April 2005, archiviert vom Original am 12. Januar 2006; abgerufen am 12. Juli 2020 (tschechisch).
5. ↑  Horst Fuchs – jak se stal králem teleshoppingu a co dělá dnes? In: fondik.cz. 8. Juni 2019, abgerufen am 18. Januar 2022 (tschechisch).
6. 1 2 3  vgl. Leseprobe des Kochbuchs auf Fuchs’ offizieller Website
7. ↑  Ely Nováková: Kšeft je kšeft, i když prodáváte blbosti. Legenda teleshoppingu Horst Fuchs oslavil 75. narozeniny. In: Krajské Listy. 5. Juli 2021, abgerufen am 18. Januar 2022 (tschechisch).
8. ↑  Michel Kroell Carrere: Biographie. In: MKC-Totalmedia. Archiviert vom Original am 14. Februar 2009; abgerufen am 14. Februar 2009.
9. ↑  Kateřina „Snorlax“ Horáková: Zdeněk Junák – Biografie. In: Česko-Slovenská filmová databáze. Abgerufen am 12. Juli 2020 (tschechisch).
10. ↑  Horst Fuchs. In: Google Trends. Ehemals im Original (nicht mehr online verfügbar); abgerufen am 18. Januar 2022. (Seite nicht mehr abrufbar. Suche in Webarchiven)
11. ↑  Horst Fuchs, Chef Tony. In: Google Trends. Ehemals im Original (nicht mehr online verfügbar); abgerufen am 18. Januar 2022. (Seite nicht mehr abrufbar. Suche in Webarchiven)
12. ↑  Horst Fuchs, Chef Tony & Co: Die Vorläufer der heutigen Influencer. In: Der Standard. 12. November 2018, abgerufen am 12. Juli 2020.
13. 1 2  TV Nova: Horst Fuchs – WS International auf YouTube, 3. August 2009, abgerufen am 12. Juli 2020 (tschechisch; Laufzeit: 6:27 min).
14. ↑  Mandy Radics: Wenn goldene Gemüsehobel die Welt erobern. In: Trierischer Volksfreund. 20. September 2013, abgerufen am 26. April 2019.
15. ↑  Birgit Riezinger: Josef Rössler – Durchbruch mit dem Gemüseschneider. In: Wiener Zeitung. 23. Dezember 2012, abgerufen am 12. Juli 2020.
16. ↑  Regierung engagiert Horst Fuchs, um Wählern die Steuerreform zu verkaufen. In: Die Tagespresse. Abgerufen am 12. Juli 2020.
17. ↑  gespielt von Peter Nottmeier in vier Folgen der sechsten Staffel Switch reloaded
18. ↑  satirische Analyse in Walulis sieht fern, Folge 3
19. ↑  Walulis Story: Teleshopping – Warum gibt’s das noch? (ab 0:02:08) auf YouTube, 17. Juli 2017, abgerufen am 18. Januar 2022 (als Symbolbild).
20. ↑  WS Teleshop ist pleite. In: ORF. 10. Juli 2007, abgerufen am 2. Januar 2020.
21. ↑  Nataša Nikolić: Katharina Schneider im CASH-Interview – Teleshopping bleibt salonfähig. In: Cash. September 2019 (katharinaschneider.tv [PDF; 291 kB; abgerufen am 15. Juli 2020]).
22. ↑  MediaShop.TV Partnerprogramm. Archiviert vom Original (nicht mehr online verfügbar) am 15. Juli 2020; abgerufen am 12. Juli 2020.  Info: Der Archivlink wurde automatisch eingesetzt und noch nicht geprüft. Bitte prüfe Original- und Archivlink gemäß Anleitung und entferne dann diesen Hinweis.
23. ↑  MKC Werbefilmproduktion: The Top 10 German DRTV Sellers auf YouTube, 1. Juli 2014, abgerufen am 14. Juli 2020 (englisch; Laufzeit: 3:20 min).
24. ↑  MKC Werbefilmproduktion: The Top 3 German DRTV Sellers auf YouTube, 21. Dezember 2016, abgerufen am 14. Juli 2020 (englisch; Laufzeit: 1:28 min).
25. ↑  Německý král teleshoppingu Horst Fuchs slaví 74. narozeniny. Před kamerou už jej však neuvidíme. In: tvguru.cz. 2. April 2020, archiviert vom Original; abgerufen am 2. August 2020 (tschechisch).

| Personendaten    | Personendaten                    |
| ---------------- | -------------------------------- |
| NAME             | Fuchs, Horst                     |
| KURZBESCHREIBUNG | deutscher Teleshopping-Verkäufer |
| GEBURTSDATUM     | 24. April 1946                   |
| GEBURTSORT       | Frankfurt am Main                |
| STERBEDATUM      | 11. Juli 2023                    |
| STERBEORT        | Wien                             |